# John Huggins
John Huggins, né John Jerome Huggins Jr. le 11 février 1945 à New Haven et mort le 17 janvier 1969 à Los Angeles, est un activiste américain.
Chef de file de la section du Black Panther Party à Los Angeles, il est tué sur le campus de l'université de Californie à Los Angeles (UCLA) par le COINTELPRO, programme du gouvernement américain mené par le Federal Bureau of Investigation (FBI) et visant à surveiller, infiltrer, discréditer et perturber le Black Panther Party. Dans le cas de Huggins, le COINTELPRO a envoyé de fausses lettres à des nationalistes noirs, et Lary « Watani » Stiner et son frère ont été accusés et inculpés pour cet assassinat.

## Jeunesse
John Huggins naît le 11 février 1945 à New Haven, dans le Connecticut, où il fréquente la Hopkins School (en), bien qu'il la quitte finalement et sort diplômé de la Hillhouse High School (en). Il est brièvement enrôlé dans la marine américaine avant de fréquenter l'université Lincoln, dans le comté de Chester en Pennsylvanie, où il rencontre sa femme Ericka.
Ils déménagent ensemble à Los Angeles et tous deux deviennent profondément impliqués dans le Black Panther Party. Ils ont un enfant, Mai Huggins.

## Mort
Le 17 janvier 1969, Huggins et son collègue de parti, Bunchy Carter (en), sont abattus par Claude « Chuchessa » Hubert, un membre de 21 ans de l'organisation nationaliste noire US Organization (en) lors d'une réunion à UCLA. Selon un témoin, Huggins est entré dans une bagarre avec un autre homme, Harold « Tuwala » Jones âgé de 19 ans, lorsqu'il est abattu par Hubert.
Une note du FBI datée du 29 novembre 1968 décrit une lettre que le bureau du FBI de Los Angeles avait l'intention d'envoyer au bureau du Black Panther Party. La lettre, qui a été écrite pour sembler provenir de l'US Organization, décrit les plans fictifs de cette dernière pour tendre une embuscade aux membres du Black Panther Party. Le mémo du FBI déclare : « On espère que cette mesure de contre-espionnage aboutira à une vendetta » entre l'US Organization et le Black Panther Party.
Lary « Watani » Stiner et son frère sont accusés et reconnus coupables des meurtres de Huggins et Carter, bien qu'aucun d'eux n'ait tiré avec une arme. Stiner est en liberté conditionnelle et a toujours clamé son innocence.